# Grieghallen
Grieghallen je koncertní síň v norském městě Bergen. Má kapacitu 1500 míst. Pojmenována byla na počest norského skladatele Edvarda Griega, který vedl Bergenský filharmonický orchestr v letech 1880–1882. Pro tento orchestr je v současnosti Grieghallen domovskou scénou. Hala je však využívána i pro jinou hudbu než vážnou, v roce 1986 se zde konalo například finále soutěže Eurovision Song Contest. V budově je i nahrávací studio, využívaná hojně norskou blackmetalovou scénou. Síň byla postavena v letech 1967–1978, v modernistickém stylu, dánským architektem Knudem Munkem.